# Lucy Guo
 (juillet 2025).
Pour les articles homonymes, voir Guo.
Lucy Guo, née le 14 octobre 1994, est une influenceuse des médias sociaux et une ingénieure américaine qui a cofondé Scale AI avec Alexandr Wang en 2016 avant d'être licenciée en 2018. En 2022, elle a fondé un concurrent d'OnlyFans connu sous le nom de Passes. En 2025, Guo est la plus jeune femme milliardaire, en raison de sa participation dans Scale AI,,.

## Formation
Guo a été élevée à Fremont, en Californie, par des parents immigrés chinois qui travaillaient comme ingénieurs électriciens. Elle a commencé à coder dès son plus jeune âge ; à l'adolescence, elle a appris à programmer elle-même et a gagné de l'argent en développant des robots pour le jeu en ligne Neopets et en vendant les actifs du jeu à des fins lucratives. Guo s'est inscrite à l'université Carnegie-Mellon où elle a étudié l'informatique, mais a abandonné en 2014 après avoir été sélectionnée pour le Thiel Fellowship,, une bourse de 100 000 dollars sur deux ans destinée aux jeunes pour qu'ils poursuivent des projets entrepreneuriaux au lieu d'achever leurs études.

## Carrière
Après avoir quitté Carnegie-Mellon, Guo a fait un stage chez Facebook avant de rejoindre Snapchat en tant que première femme designer de l'entreprise. Chez Snapchat, elle a contribué au développement de Snap Maps. Elle a ensuite rejoint Quora où elle a rencontré Alexandr Wang. Ils ont cofondé Scale AI en 2016, mais elle a été licenciée deux ans plus tard, en 2018.
En 2018, Guo a lancé une application appelée Apply to Date permettant aux utilisateurs de créer un CV de rencontre.
En 2022, Guo a fondé Passes, un concurrent d'OnlyFans,,. En tant que fêtarde de Miami, elle a utilisé ses relations avec des agences de divertissement basées à Miami pour lancer la société. Elle a levé une série A de 40 millions de dollars en 2024. Passes a été signalée en 2024 pour avoir autorisé un compte mettant en vedette une jeune fille de 12 ans qui vendait des photos de bikini après avoir été bannie par une autre plateforme. Le compte n'a été supprimé qu'après que le New York Times a demandé un commentaire. En 2025, Passes et Guo ont été poursuivis en justice par une autre créatrice qui a déclaré qu'ils avaient distribué du matériel sexuellement abusif d'elle lorsqu'elle était enfant,,.
En 2019, elle lance Backend Capital, initialement appelée Backend Ventures, une société de capital risque qui finance principalement des startups d'ingénierie en phase de démarrage.

## Vie personnelle
Elle « vit en nomade numérique » pendant plusieurs années avant d'acheter un appartement de 6,7 millions de dollars en 2020 à Miami où ses fêtes provoquent des conflits avec les voisins,. Elle est décrite par le New York Post en 2022 comme la fêtarde numéro un de Miami.
À partir de 2024, elle vit à Los Angeles après avoir acheté une autre maison de 4,2 millions de dollars à West Hollywood,,,.